# GP van Bulgarije MX2 2006
De Grote Prijs van Bulgarije 2006 in de MX2-klasse motorcross werd gehouden op 4 juni 2006 op het circuit van Sevlievo. Het was de zesde Grote Prijs van het wereldkampioenschap.
De reeksen werden gewonnen door de Italiaan Antonio Cairoli en de Nederlander Marc de Reuver. Cairoli moest in de tweede reeks opgeven na een val waarbij hij zich kwetste aan zijn linkerhand en -pols.
In de eindstand behaalden de eerste drie rijders (de Reuver, David Philippaerts en Christophe Pourcel) evenveel punten. In dat geval geeft de uitslag van de tweede reeks de doorslag, en zo won Marc de Reuver zijn eerste Grote Prijs van het seizoen. In de tussenstand van het wereldkampioenschap behoudt Pourcel twee puntjes voorsprong op de Reuver.

## Uitslag eerste reeks
| Plaats | Naam               | Land |
| ------ | ------------------ | ---- |
| 1      | Antonio Cairoli    | ITA  |
| 2      | Christophe Pourcel | FRA  |
| 3      | David Philippaerts | ITA  |
| 4      | Sébastien Pourcel  | FRA  |
| 5      | Tyla Rattray       | RSA  |
| 6      | Marc de Reuver     | NED  |
| 7      | Nicolas Aubin      | FRA  |
| 8      | Davide Guarneri    | ITA  |
| 9      | Gareth Swanepoel   | RSA  |
| 10     | Anthony Boissière  | FRA  |

## Uitslag tweede reeks
| Plaats | Naam               | Land |
| ------ | ------------------ | ---- |
| 1      | Marc de Reuver     | NED  |
| 2      | Tyla Rattray       | RSA  |
| 3      | David Philippaerts | ITA  |
| 4      | Christophe Pourcel | FRA  |
| 5      | Sébastien Pourcel  | FRA  |
| 6      | Rui Gonçalves      | POR  |
| 7      | Carl Nunn          | GBR  |
| 8      | Manuel Monni       | ITA  |
| 9      | Luigi Séguy        | FRA  |
| 10     | Kenneth Gundersen  | NOR  |

## Eindstand Grote Prijs
| Plaats | Naam               | Land | Punten |
| ------ | ------------------ | ---- | ------ |
| 1      | Marc de Reuver     | NED  | 40     |
| 2      | David Philippaerts | ITA  | 40     |
| 3      | Christophe Pourcel | FRA  | 40     |
| 4      | Tyla Rattray       | RSA  | 38     |
| 5      | Sébastien Pourcel  | FRA  | 34     |
| 6      | Antonio Cairoli    | ITA  | 25     |
| 7      | Carl Nunn          | GBR  | 24     |
| 8      | Manuel Monni       | ITA  | 22     |
| 9      | Luigi Séguy        | FRA  | 20     |
| 10     | Rui Gonçalves      | POR  | 17     |

## Tussenstand wereldkampioenschap
| Plaats | Naam               | Land | Punten |
| ------ | ------------------ | ---- | ------ |
| 1      | Christophe Pourcel | FRA  | 236    |
| 2      | Marc de Reuver     | NED  | 234    |
| 3      | Tyla Rattray       | RSA  | 219    |
| 4      | Antonio Cairoli    | ITA  | 187    |
| 5      | David Philippaerts | ITA  | 160    |
| 6      | Billy Mackenzie    | GBR  | 160    |
| 7      | Carl Nunn          | GBR  | 143    |
| 8      | Kenneth Gundersen  | NOR  | 122    |
| 9      | Alessio Chiodi     | ITA  | 111    |
| 10     | Tommy Searle       | GBR  | 109    |
| 11     | Rui Gonçalves      | POR  | 107    |
| 12     | Sébastien Pourcel  | FRA  | 104    |
| 13     | Gareth Swanepoel   | RSA  | 101    |
| 14     | Luigi Séguy        | FRA  | 83     |
| 15     | Davide Guarneri    | ITA  | 80     |
| 16     | Anthony Boissière  | FRA  | 66     |
| 17     | Manuel Monni       | ITA  | 64     |
| 18     | Aigar Leok         | EST  | 53     |
| 19     | Patrick Caps       | BEL  | 46     |
| 20     | Maximilian Nagl    | GER  | 45     |